# Referendum in Lituania del 2003
Il referendum in Lituania del 2003 si è tenuto il 10 e 11 maggio e aveva ad oggetto l'ingresso del Paese nell'Unione europea.
A seguito dell'esito favorevole del referendum, la Lituania è divenuta membro dell'Unione europea a decorrere dal 1º maggio 2004.

## Risultati
| Scelta               | Voti      | %     |
| -------------------- | --------- | ----- |
| Sì                   | 1.504.264 | 91,07 |
| No                   | 147.527   | 8,93  |
| Totale               | 1.651.791 |       |
| Schede bianche/nulle | 20.526    |       |
| Votanti/affluenza    | 1.672.317 | 63,37 |
| Elettori             | 2.638.886 |       |